# Raimund Borrell
Raimund Borrell (katalanisch: Ramon Borrell; spanisch: Ramón Borrell, * 972; † 1017) war Graf von Barcelona, von Girona und ab 992 von Osona.

## Leben und Werk
Er war der Sohn von Borrell II. von Barcelona und von Letgarda de Rouergue. Ab 988 war er seinem Vater beigeordnet. 993 heiratete er Ermessenda von Carcassonne, mit der er einen Sohn hatte: Berengar Raimund I. (* 1005; † 1035).
In den Jahren 1000 bis 1002 wurde er vielfach durch den maurischen Herrscher Almansor angegriffen. 1003 leitete er eine militärische Expedition gegen das von den Sarazenen gehaltene Lleida, was jedoch einen neuen Angriff durch Almansors Sohn Abd al-Malik veranlasste.
1010 nahm er die Gelegenheit wahr, seine Macht auf Kosten des zerbröckelnden Kalifat von Córdoba auszubauen. Er organisierte einen Feldzug gegen Córdoba zusammen mit Armengol I. von Urgell, Bernard von Besalú und Wahid, einem moslemischen General des Muhammad Als-Mahdi. Die Armee zerstörte das Kalifat Sulaiman al-Mustain und befreite Katalonien von jeglicher maurischen Herrschaft. Ermengol I. von Urgell starb in der Schlacht am 1. September bei Córdoba.
Um die erreichte Lage zu festigen, führte Raimund Borrell 1015 und 1016 einen weiteren Feldzug, der ihn bis zu den Flüssen Ebro und Segre führte. Infolge des Sieges bei dieser Operation schloss er Bündnisse mit al-Munḏir von Saragossa und den örtlichen Grafen.
Innerhalb der Grafschaft Barcelona besiedelte er die Segarra, die Conca de Barberà und das Camp de Tarragona neu und begann den Aufbau der romanischen Kathedrale von Barcelona. Er war der erste katalanische Herrscher, der eigene Münzen prägte.
Mitte 1017 machte sich Raimund Borrell erneut zu kriegerischen Auseinandersetzungen nach Córdoba auf, um an der Seite von al-Munḏir für die Inthronisierung von 'Abd al-Raḥmān IV al-Murtaḍà zu kämpfen. Er wurde auf diesem Feldzug krank, kehrte nach Katalonien zurück und musste offenbar aufgrund seiner Krankheit als Graf zurücktreten. Er starb am 8. September 1017 in Katalonien. Er wurde im Kreuzgang der romanischen Kathedrale von Barcelona bestattet, deren Bau er gefördert und zu deren Gunsten er ein bedeutendes Testament in Gold hinterlassen hatte. Sein Sohn Berenguer Ramon I trat die Nachfolge unter der Regentschaft seiner Mutter Ermessenda an.